# ダブリンバイク
ダブリンバイク（Dublinbikes）はアイルランドのダブリンで利用できる自転車シェアリング。

## 概要
ジェーシードゥコーがスポンサーとなっているダブリンバイクは、2009年に開始した当初、フランス製のユニセックス自転車450台と40の駐輪場を利用していた。2011年には550台、44の駐輪場に拡大し、2013年にはさらに950台、58の駐輪場を追加することが発表された。ダブリンは自転車シェアリングを導入した17番目の都市であり、世界で最も成功した自転車シェアリングの1つと考えられていたが、最近では14の導入段階のうち2つしか実施されておらず、進捗は停滞している。現在、年間376,000ユーロの損失が発生しており、ダブリンバイクのさらなる拡大は保留されている。

## 歴史
自転車シェアリングの導入は、2006年にダブリン市議会が発表したもので、ジェーシードゥコーは広告会社がこの導入に資金を提供した見返りに、15年契約でダブリン周辺の72の無料広告スペースを受け取った。批評家からは、企業が自転車にロゴを付けるためにお金を払うデンマークのコペンハーゲンと比較すると、この契約は高額であるとの意見があった。2009年6月からダブリン市内の40カ所に10台と20台のグループに分かれて450台の駐輪場が設置された。この計画に反対した ナショナル・トラスト（An Taisce）は、「民間開発を促進するために地方自治体が法律を悪用している」と述べた。
2009年9月13日に発足したダブリンバイクは、ダブリン市政担当者ジョン・ティアニーやダブリン市長を代表していたアンドリュー・モンタギュー議員の後ろをついて、約150人の一般人が初めて利用した。
2014年6月18日、コカ・コーラ ゼロがダブリンバイスの3年間の商業パートナーになることが発表された。2014年6月末からは「コカ・コーラ ゼロ・ダブリンバイク」とブランド名を変更し、自転車シェアリングへの投資と引き換えに、個々の自転車にコカ・コーラ ゼロのロゴが追加された。
2017年7月20日、イギリスのオンラインフードデリバリーサービスJust Eatが今後3年間の商業パートナーになった。Just Eatは3年間で225万ユーロを投資した。これは、コカ・コーラ ゼロの投資額を15％増額したもので、収益性の向上とサービスの拡大を支援するためのものである。そのため、「Just Eat・ダブリンバイク」に改名され、2017年8月までに1,500台の自転車すべてに新しい塗装が施された。発表の一環として、追加の駐輪場15場が市内（主にグランジゴーマン周辺）に開設し、100台の自転車が追加されることが確認された。

## 進展

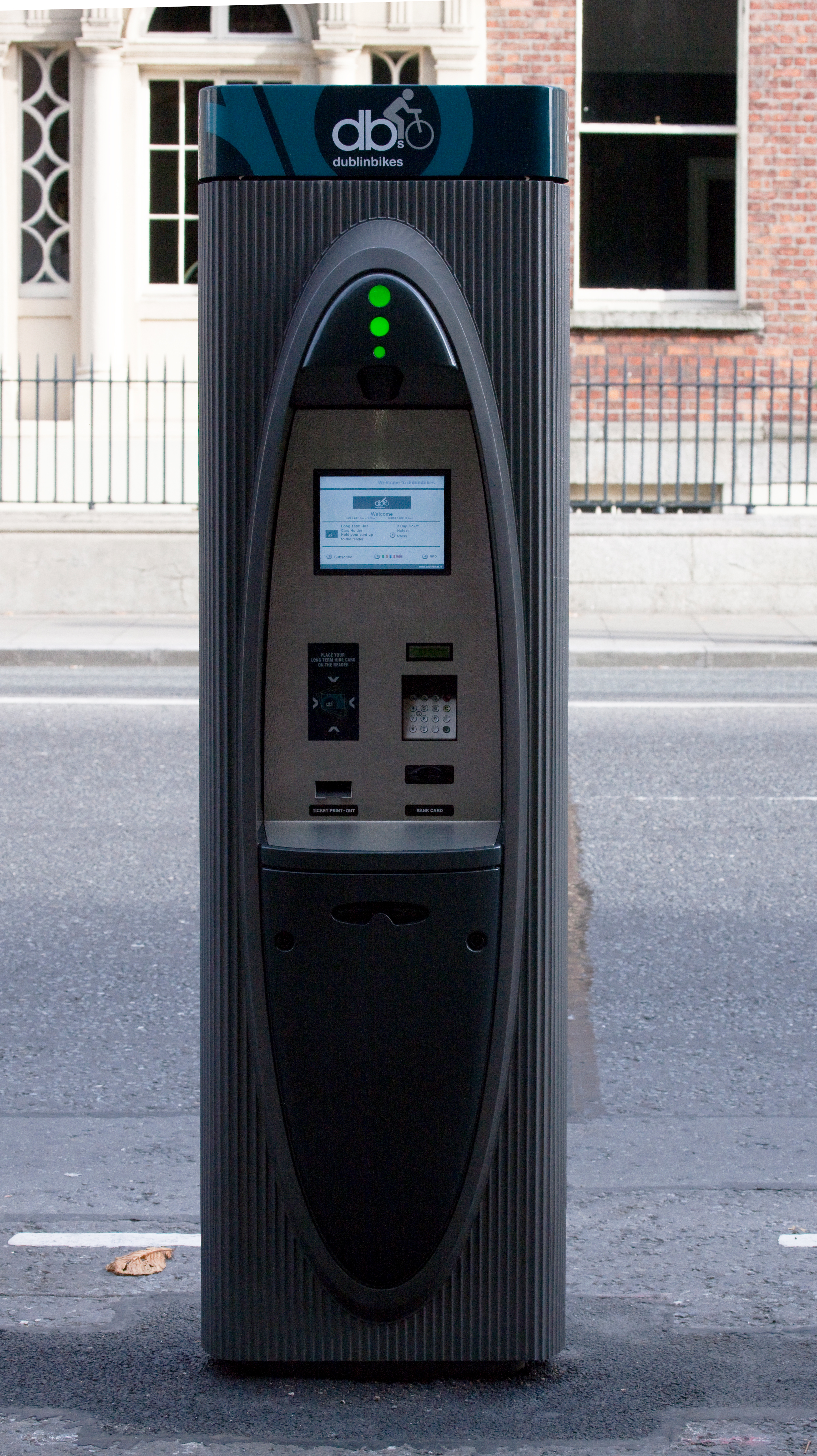
ダブリンバイクのレンタル機

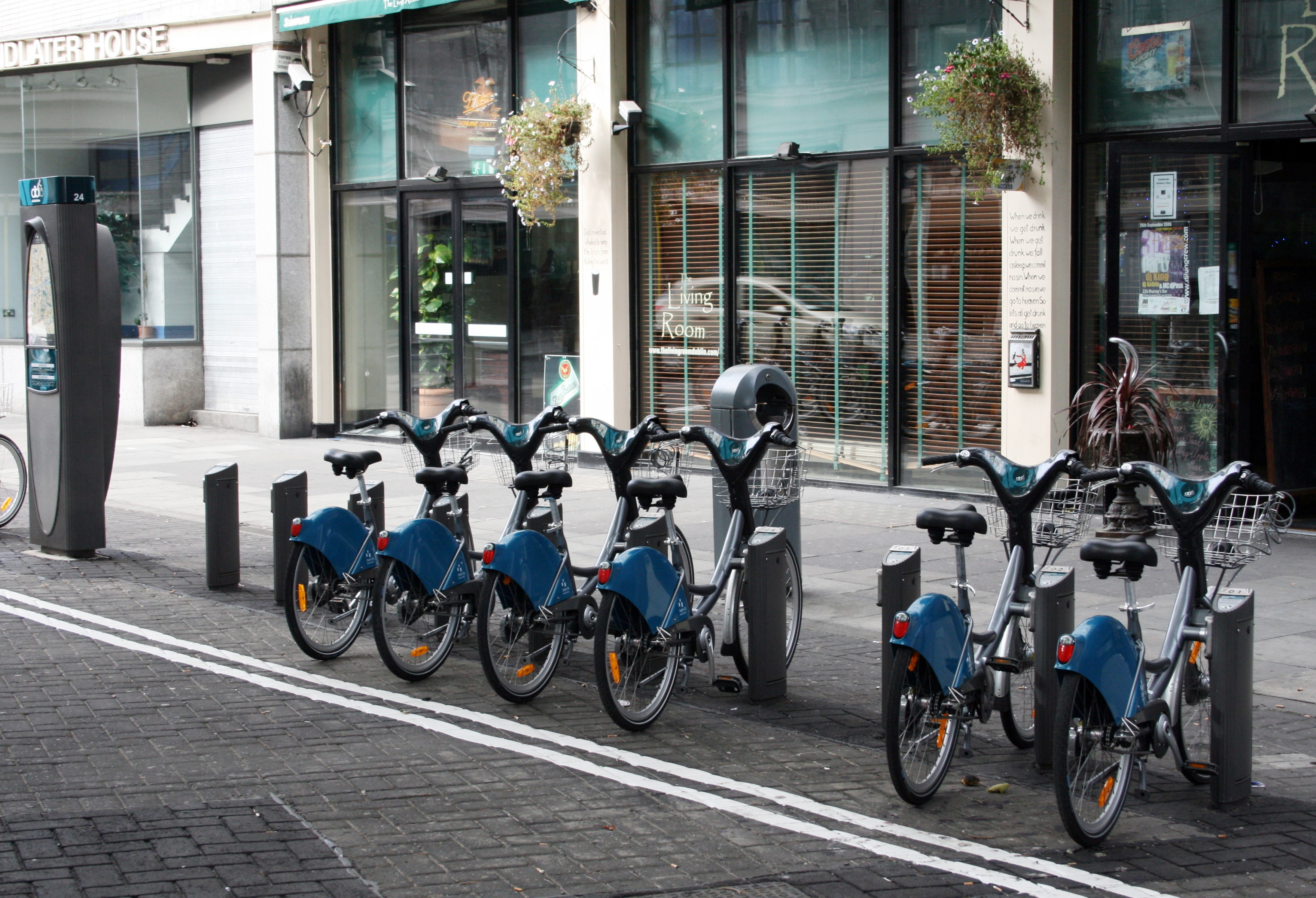
駐輪場

この計画は予想をはるかに上回る大成功を収めた。最初の6時間で約1,000人が利用し、さらに1,000人が申し込みをした。最初の2週間で約11,000人が申し込み、ダブリン市議会の加入者カードの供給はゼロになった。2010年3月までに25,000人以上が参加を申請した。ジョン・ゴームリー環境・遺産・地方自治体大臣は、この参加者数はアイルランドでのサイクリングの新しい「主流」のアプローチを示していると、開始後に述べた。
最初の10ヶ月間の利用者数は37,000人以上、走行回数は82万8,000回以上、事故や破壊行為はなく、行方不明のバイクは1台のみ（回収済み）と報告されている。
2010年5月10日、ダブリンの市議会議員は、支払いに役立つ広告板を増やすことに投票し、30,000人以上が加入した（プロジェクトのこの段階での加入者数は1,500人と予想されていた）。2010年8月14日、利用数が100万回に達したことが発表された。2011年5月までに200万回の旅が行われ、550台の自転車と44場の駐輪場に拡大した。2013年の大幅な拡張により、さらに950台の自転車と58場の駐輪場が追加されることが発表された。
| 日付           | 長期   | 合計利用数（累計） |
| -------------- | ------ | ------------------ |
| 2010年4月18日  | 21,134 | 556,497            |
| 2011年5月      | 33,643 | 2,003,105          |
| 2012年4月20日  |        | 3,500,000          |
| 2013年1月13日  |        | 4,674,277          |
| 2013年11月27日 | 36,636 | 6,037,199          |
| 2014年9月13日  | 46,695 | 7,951,866          |
| 2015年4月30日  | 54,808 | 10,568,398         |
| 2016年5月16日  | 60,187 | 14,705,855         |
| 2017年7月20日  | 66,883 | 19,811,383         |
| 2018年3月18日  | 67,890 | 22,417,162         |

## 料金

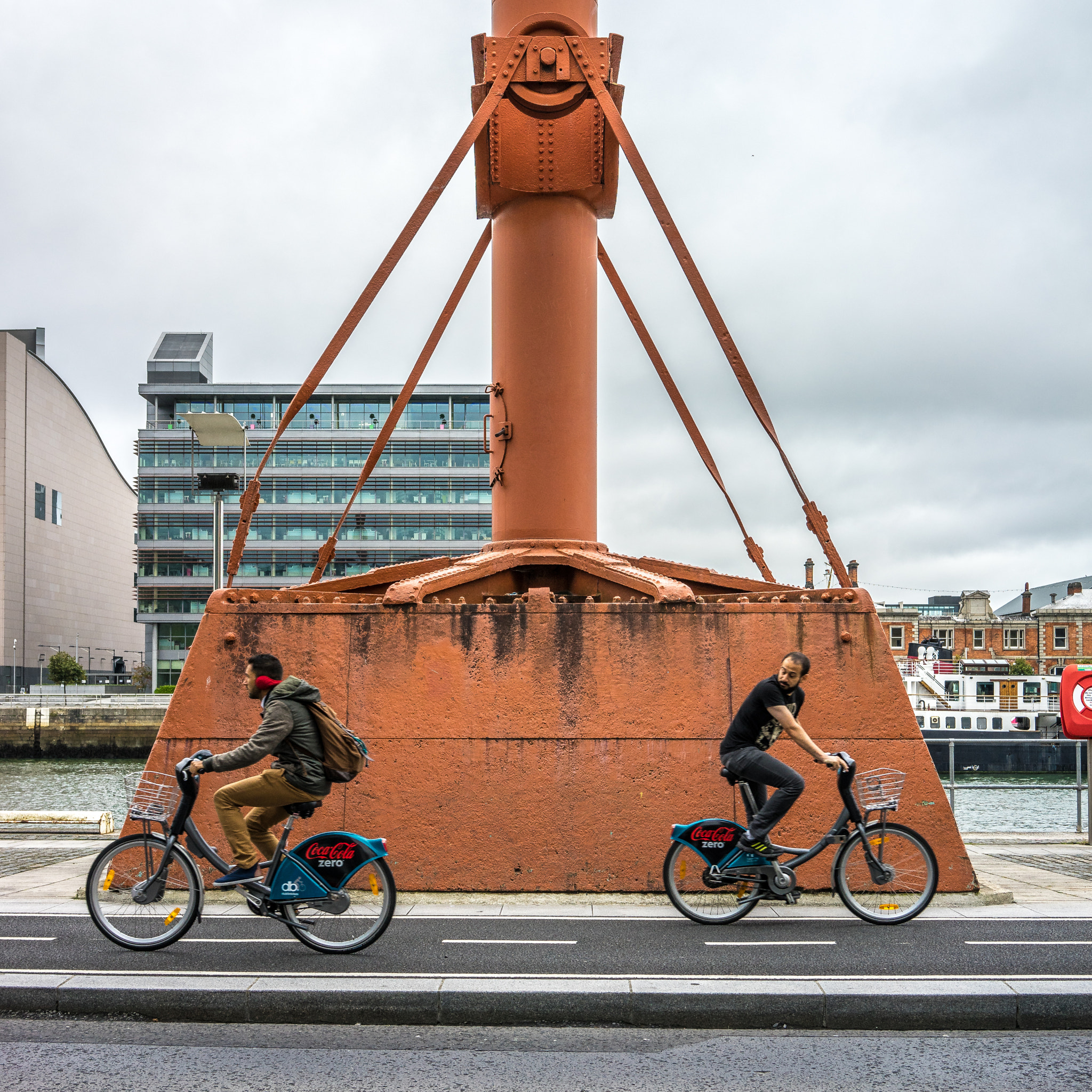
ダブリンバイクを利用している人々

利用するには、契約をする必要があり、その後は無制限にレンタルすることができる。契約金は、25ユーロの長期レンタルカード、または5ユーロの3日間切符を入手することができる。また、ダブリンバイクが返却されなかった場合、ダブリンバイクがクレジットカードから150ユーロを請求する。最初の30分は無料で、その後はサービス料がかかる。料金体系は以下の通り。
| 時間 | 30分 | 1時間 | 2時間 | 3時間 | 4時間 |
| 料金 | 無料 | €0.50 | €1.50 | €3.50 | €6.50 |

4時間経過後、30分経過するごとに2ユーロが加算される。実際には、95%以上の旅行が30分以内に終わるため、長期契約者にとっては、実質的に無料で利用できる。
ダブリンバイクはチップ&ピンカード（またはそれに対応したEMVカード）のみを受け付けており、アメリカ合衆国で使用されているような磁気ストライプカードは受け付けていない。

## 自転車

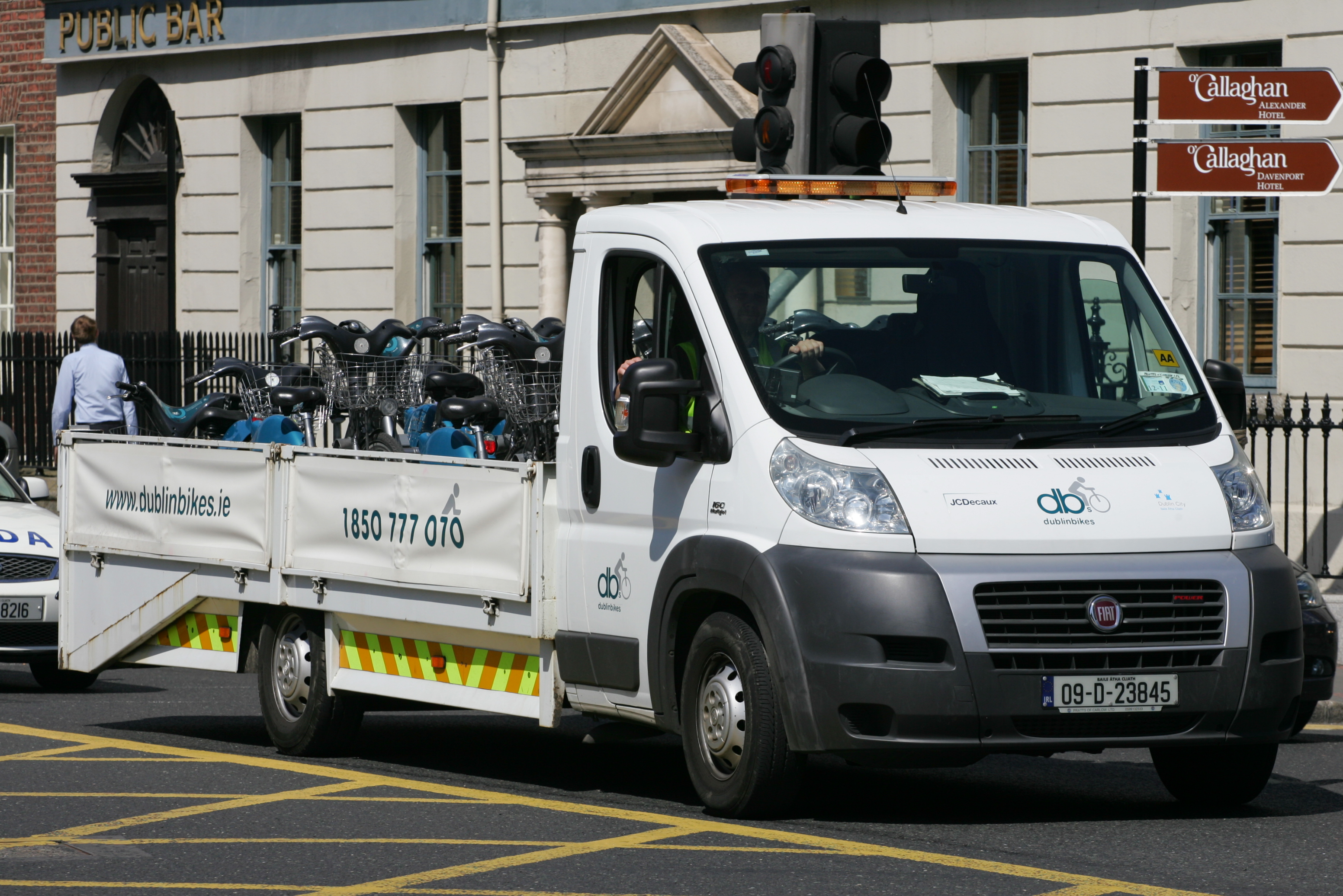
ダブリンバイク輸送用の車両

自転車は、フランスの自転車会社メルシエがハンガリーで生産し、ジェーシードゥコーが修理している。3速自転車で、シマノ・ネクサスのギアを装備しており、右ハンドルバーのツイスト/グリップシフターで上下に変速できる。フロントホイールにはシマノ製ハブダイナモが搭載されており、フロントとリアの常時点灯LED照明に電力を供給している。自転車にはシュワルベ・マラソンタイヤが装着されている。その他、ロック、調整可能なクッション付きサドル、フロント自転車バスケット、キックスタンド、警音器などがある。
各専用駐輪場には自動レンタル端末が設置されており、20台から40台分の自転車を収容することができる。
利用者が空きスペースのない駐輪場にレンタル自転車を持って到着した場合、端末はさらに15分間の無料レンタル時間を付与する。また、レンタル端末には、近隣のダブリンバイク駐輪場の位置、利用可能な自転車の数、空き台数などの情報が表示される。自転車輸送用の車両は、空の駐輪場と満の駐輪場の間で自転車を再分配するために使用されている。

## 今後の予定
これまでの成功を受け、2010年11月に5年間の大規模な拡張計画が採択された。この計画では、自転車の数が450台から5,000台に増加し、専用駐輪場の数も40場から300場に増加する予定となっている。この計画は、北はダブリンシティ大学、南はアイルランド国立大学ダブリン校（UCD）、東はサンディマウント、西はインチコアまで拡大される予定である。拡張の資金は当初の計画とは異なり、公的資金と民間資金の混合で行われる可能性がある。
2012年7月には、計画の最初の部分が年内に開始されることが発表された。

## その他
2018年5月、ダブリン市議会は、「2つの自転車シェアリング間の完全な相互運用性」で、駐輪場のない新しい自転車シェアリングを実行するために、UrboとBleeperBikeの2つの事業者にライセンスを付与した。2019年には、Urboはダブリンで自転車シェアリングを開始しなかった後、2番目のライセンスが再広告されていた。アイルランドの会社Mobyは、第2のライセンスを獲得し、2020年までに電動アシスト自転車シェアリングを開始することとなっている。